# Inwood (Manhattan)
Inwood è un quartiere di Manhattan, uno dei cinque distretti di New York. I confini del quartiere sono il fiume Harlem a nord ed est, Washington Heights a sud e il fiume Hudson a ovest.
Inwood è parte del Manhattan Community District 12 e i suoi ZIP code sono 10034 e 10040.

## Demografia
Da un punto di vista statistico Inwood e Marble Hill sono considerati congiuntamente. Secondo i dati del censimento del 2010 la popolazione di Inwood e Marble Hill era di 46 746 abitanti, in diminuzione del 5,0% rispetto ai 49 087 del 2000. La composizione etnica del quartiere era: 15,1% (7 060) bianchi americani, 9,1% (4 239) afroamericani, 1,9% (884) asioamericani, 0,1% (64) nativi americani, 0,0% (5) nativi delle isole del Pacifico, 0,4% (179) altre etnie e 1,0% (458) multietinici. Gli ispanici e latinos di qualsiasi etnia erano il 72,4% (33 857).

## Trasporti
Il quartiere è servito dalla metropolitana di New York attraverso le stazioni di Dyckman Street, 207th Street e 215th Street della linea IRT Broadway-Seventh Avenue, dove fermano i treni della linea 1, e quelle di Dyckman Street e Inwood-207th Street della linea IND Eighth Avenue, dove fermano i treni della linea A.